# Zespół Meckela
Zespół Meckela (zespół Meckela-Grubera, ang. Meckel syndrome, MKS) – rzadki, letalny, genetycznie uwarunkowany zespół wad wrodzonych. Należy on do grupy chorób zwanych ciliopatiami/rzęskopatiami, charakteryzujących się nieprawidłową budową i funkcją rzęski. Cechami charakteryzującymi ten zespół są wielotorbielowatość nerek, niedorozwój ośrodkowego układu nerwowego, polidaktylia, defekty rozwojowe wątroby oraz niedorozwój płuc. Okazjonalnymi cechami są również rozszczep podniebienia/wargi, wygięcie kości długich, prawostronne położenie serca/dekstrokardia oraz nisko osadzone uszy.

## Epidemiologia
Zespół jest niezwykle rzadki, częstość występowania choroby szacuje się na 0,07-0,7 na 10 000 żywych urodzeń.

## Etiologia
Zespół dziedziczony jest autosomalnie recesywnie. Niektóre z zaburzeń jest dziedziczonych autosomalnie dominująco, a jeszcze inne jako cecha dominująca lub recesywna sprzężona z chromosomem X.
| Type  | OMIM   | Gen      |
| ----- | ------ | -------- |
| MKS1  | 609883 | MKS1     |
| MKS2  | 603194 | TMEM216  |
| MKS3  | 607361 | TMEM67   |
| MKS4  | 611134 | CEP290   |
| MKS5  | 611561 | RPGRIP1L |
| MKS6  | 612284 | CC2D2A   |
| MKS7  | 608002 | NPHP3    |
| MKS8  | 613846 | TCTN2    |
| MKS9  | 614144 | B9D1     |
| MKS10 | 611951 | B9D2     |

Białka kodowane przez powyższe geny biorą udział w budowie i funkcjonowaniu rzęski nieruchliwej – niewielkiej włosopodobnej struktury, występującej na powierzchni większości komórek. Rzęska działa jak antena wychwytując sygnały z otoczenia komórki i przekazując je do jej wnętrza. Jeszcze 12 lat temu uważano, że rzęska jest strukturą szczątkową, nie pełniącą ważnych funkcji. Obecnie wiadomo, że rzęska jest niezwykle ważna w rozwoju zarodkowym. 
Kompleks rzęskowy determinuje polarność komórki i odgrywa istotną rolę w migracji wczesnych neuronów w tylnym dole czaszki.

## Objawy i przebieg
Na obraz kliniczny zespołu Meckela składają się:
- nerki dysplastyczne, torbielowatość nerek
- malformacje ośrodkowego układu nerwowego, np. przepuklina mózgowa w części potylicznej, zniekształcenia móżdżku[2]
- małogłowie
- wrodzone wady serca
- polidaktylia pozaosiowa
- wady kończyn
- rozszczep wargi i podniebienia
- zwyrodnienie siatkówki[2]